# Bogdan Jakopič
Bogdan Jakopič, slovenski hokejist, * 18. januar 1948, Ljubljana.
Jakopič je bil dolgoletni član kluba Olimpija Hertz Ljubljana. Za jugoslovansko reprezentanco je nastopil na Olimpijskih igrah 1976 v Innsbrucku. 
Leta 2012 je bil sprejet v Slovenski hokejski hram slavnih za leto 2008.